# حسینیه (فرقه)
حسینیه، یکی از فرقه های منشعب شده از زیدیه است. این فرقه در قرن پنجم شکل گرفته و تا قرن هفتم مورد نقد و بررسی های اساسی صورت گرفته است. پیدایش این فرقه حاصل بخشی از تحولات سیاسی یمن بوده است.  این فرقه به سال ۸۴۰ ه.ق منقرض شده است.

## رهبر فرقه
حسین بن قاسم عیانی، یکی از امامان زیدیه در یمن است که پس از مرگ پدرش، عهده دار امامت زیدیان گردید. وی در سال ۴۰۴ ه.ق در میدان نبرد به قتل رسید اما گروهی مرگش را انکار کرده و مدعی مهدویت و رجعت وی شدند. برخی منابع از پیدایش این فرقه در زمان حیات حسین بن قاسم گزارش‌هایی را داشته اند. نسب کامل وی حسین بن قاسم بن علی بن عبدالله بن محمد بن قاسم رسی بن ابراهیم بن اسماعیل بن ابراهیم بن حسن بن حسن بن علی بن ابی طالب گزارش شده است. وی ملقب به المهدی است و کنیه وی ابوعبدالله گزارش شده است.

## باورها
این گروه به رجعت حسین بن قاسم عیانی باور دارند و او را یکی از امامان خویش بر می شمرند. این فرقه به برتری حسین بن قاسم بر پیامبر اسلام، علم غیب وی، دریافت وحی و انجام امور خارق العاده توسط وی معتقدند. طرفداران این فرقه، کلام حسین بن قاسم را بر تمام کلام های وحیانی از جمله کتب مقدس و قرآن مقدم می دارند.